# Anna Piaścik
Anna Piaścik z domu Kwaśnik (ur. 3 marca 1946 w Żaganiu) – polska spadochroniarka i reprezentantka Polski w spadochroniarstwie, wielokrotna mistrzyni Polski, szybowniczka.

## Osiągnięcia sportowe
Osiągnięcia sportowe Anny Paścik podano za: Wojciech Soleżyński. Dr Anna Piaścik (Kwaśnik). „Biuletyn V Oddziału Związku Polskich Spadochroniarzy”. 16. s. 16–17.
Pierwszy skok wykonała w kwietniu 1964 ze spadochronem typu: DP-47, z samolotu Po-2 (CSS-13), z wysokości 800 m, po ukończeniu podstawowego kursu spadochronowego w Aeroklubie Zielonogórskim. Wyczynowe szkolenie spadochronowe kontynuowała w Aeroklubie Wrocławskim, w tym czasie rozpoczęła studia na Wydziale Podstawowych Problemów Techniki (Budownictwa) Politechniki Wrocławskiej. W 1966 na VIII Mistrzostwach Świata w NRD w klasyfikacji grupowej zajęła 4. miejsce. Klasyfikacja indywidualna – 29 (celność – 28, akrobacja – 33). W 1967 roku oddała skok z rekordową celnością lądowania wynoszącą 2,99 m (z wysokości 1500 m, z natychmiastowym otwarciem spadochronu). Tego samego dnia wraz z Krystyną Ligocką i Janiną Zwierzchowską ustanowiły rekord celności skoku w grupie 3-osobowej (4,47 m, warunki j.w.) . W 1969 roku w XIII Spadochronowych Mistrzostwach Polski (SMP) w Poznaniu zwyciężyła w klasyfikacji kobiet, wygrywając również konkurencję akrobacji. W 1970 w zawodach o Błękitną Wstęgę Odry zajęła wśród kobiet 3. miejsce, a w Spadochronowych Mistrzostwach Świata (SMŚ) w Jugosławii zajęła 29. miejsce. W kolejnych latach 1971 i 1972 wygrała zawody o Błękitną Wstęgę Odry w klasyfikacji kobiet. W 1972 w SMP w Katowicach uzyskała pierwszą lokatę wśród kobiet. W 1974 w SMŚ na Węgrzech zajęła 16 lokatę, a w klasyfikacji drużynowej 5. miejsce, natomiast w skoku grupowym zdobywa z koleżankami srebrny medal. W 1975 w SMP w Częstochowie została Wicemistrzynią Polski kobiet, a w konkurencji akrobacji zajęła 1 lokatę. W 1976 na XIII Mistrzostwach Świata we Włoszech uplasowała się na 21. miejscu. W 1977 w SMP Katowicach zwycięża w konkurencji akrobacji. W 1978 startowała również w Mistrzostwach Świata w Jugosławii (43. miejsce). Za uzyskane wyniki sportowe otrzymała Srebrny Krzyż Zasługi . W 1979 w SMP w Lublinie zajęła 3. miejsce.
Wykonała 2500 skoków ze spadochronem.
Po zakończeniu zawodniczej kariery sportowej w 1983 opuściła Polskę i na stałe wyjechała do Kanady, gdzie przesiadła się na szybowce, pozostając dalej wierną lotnictwu .

### Zestawienie udziału w ważniejszych zawodach spadochronowych
Osiągnięcia Anny Paścik podano za: Wojciech Soleżyński. Dr Anna Piaścik (Kwaśnik). „Biuletyn V Oddziału Związku Polskich Spadochroniarzy”. 16. s. 18.
Mistrzostwa Świata:
- 1966 – NRD (29. miejsce)
- 1970 – Jugosławia (29. miejsce)
- 1974 – Węgry (16. miejsce)
- 1976 – Włochy (21. miejsce)
- 1978 – Jugosławia (43. miejsce)

Mistrzostwa Polski:
- 1969 – Poznań (1. miejsce ogólnie i 1. miejsce w akrobacji)
- 1972 – Katowice (1. miejsce)
- 1975 – Częstochowa (2. miejsce i 1. miejsce w akrobacji)
- 1977 – Katowice (1. miejsce w akrobacji)

Zawody Międzynarodowe;
- 1971 – Kazanłyk (Bułgaria) [16. miejsce ogólnie (w celności 17. miejsce, akrobacji 18. miejsce)]
- 1972 – Lipsk (NRD) (2. miejsce drużynowo, 14 w celności)
- 1973 – Graz (Austria) (2. miejsce drużynowo)

Błękitna Wstęga Odry /międzynarodowe klubowe /:
- 1970 – Wrocław (3. miejsce)
- 1971 – Wrocław (1. miejsce)
- 1972 – Wrocław (1. miejsce).